# Pfeffer-Röhrling
Der Pfeffer-Röhrling oder Pfeffrige Zwergröhrling (Chalciporus piperatus, Syn.: Boletus piperatus) ist eine Pilzart aus der Familie der Dickröhrlingsverwandten (Boletales). Der gelb-braune Pilz ist in Nadelwäldern häufig zu finden und gilt als mäßig guter Speisepilz.

## Merkmale

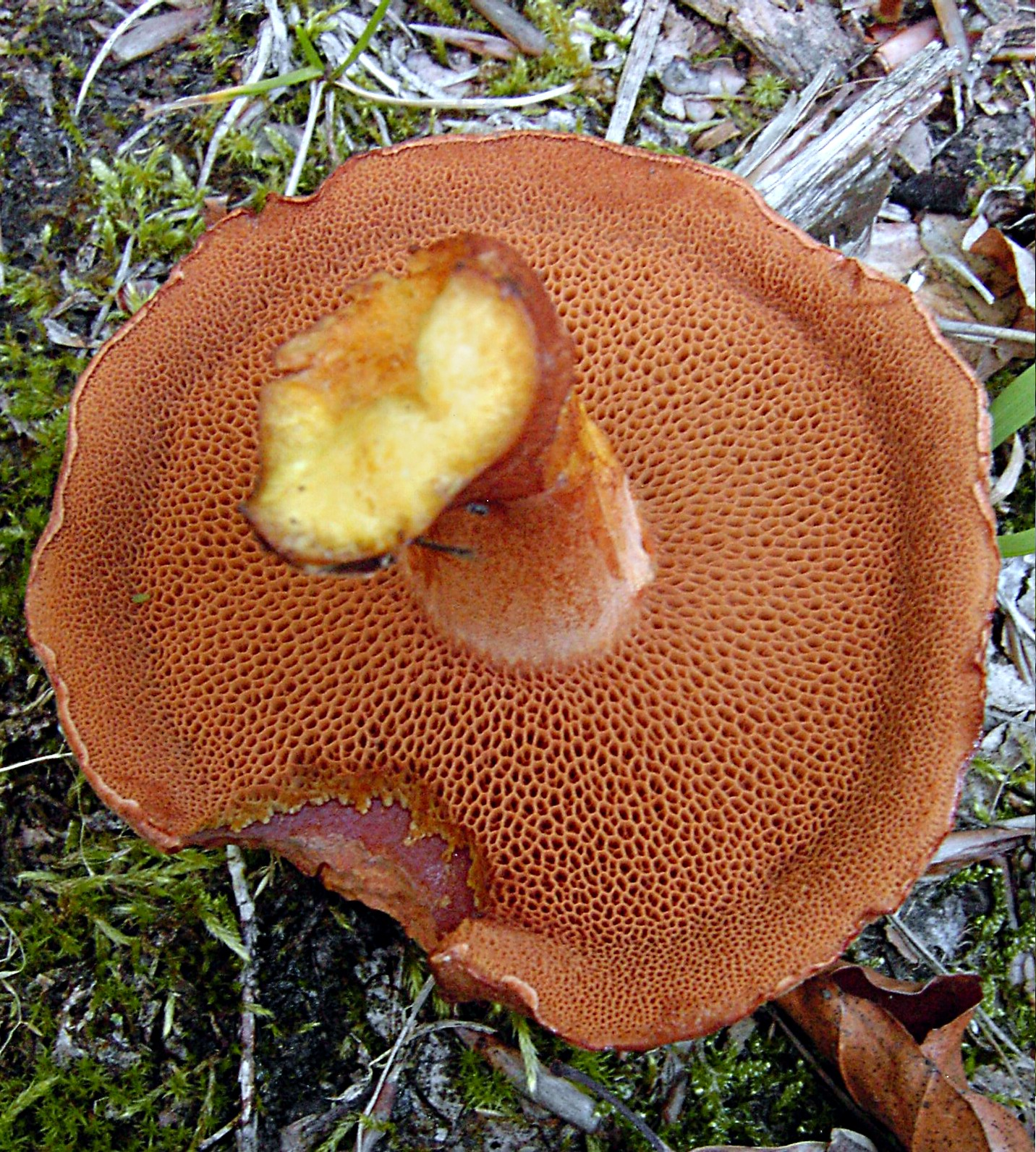
Röhrenmündungen (Poren) und innen gilbende Stielbasis des Pfeffer-Röhrlings

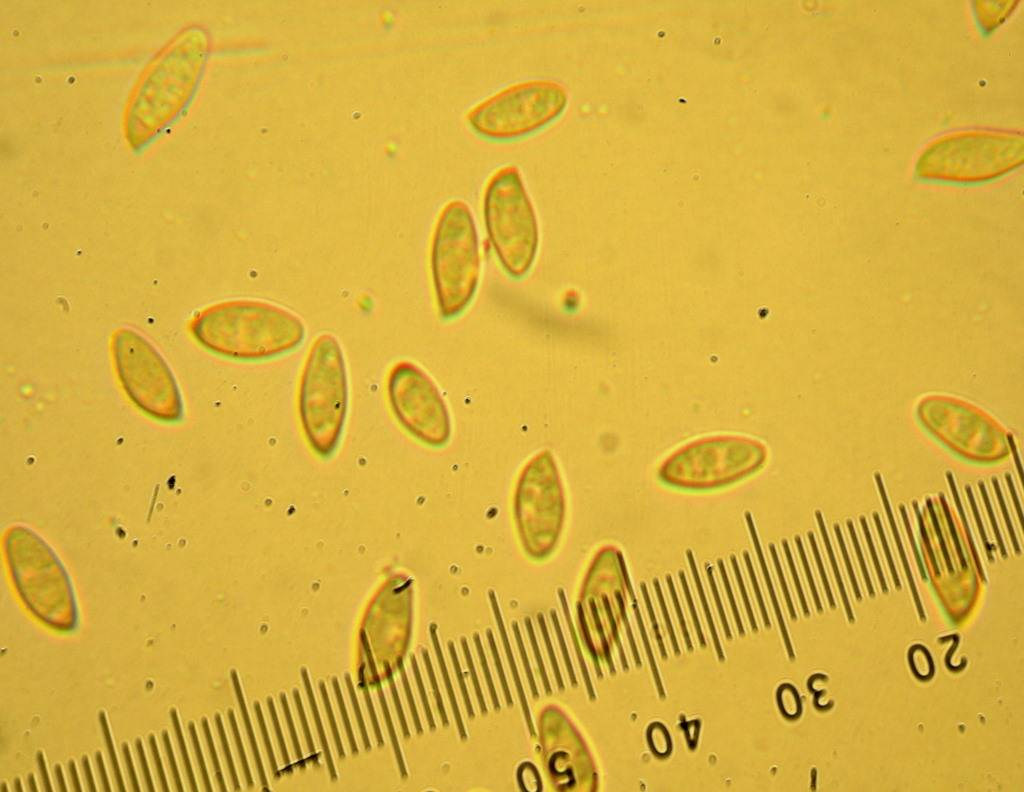
Sporen des Pfeffer-Röhrlings unter dem Lichtmikroskop

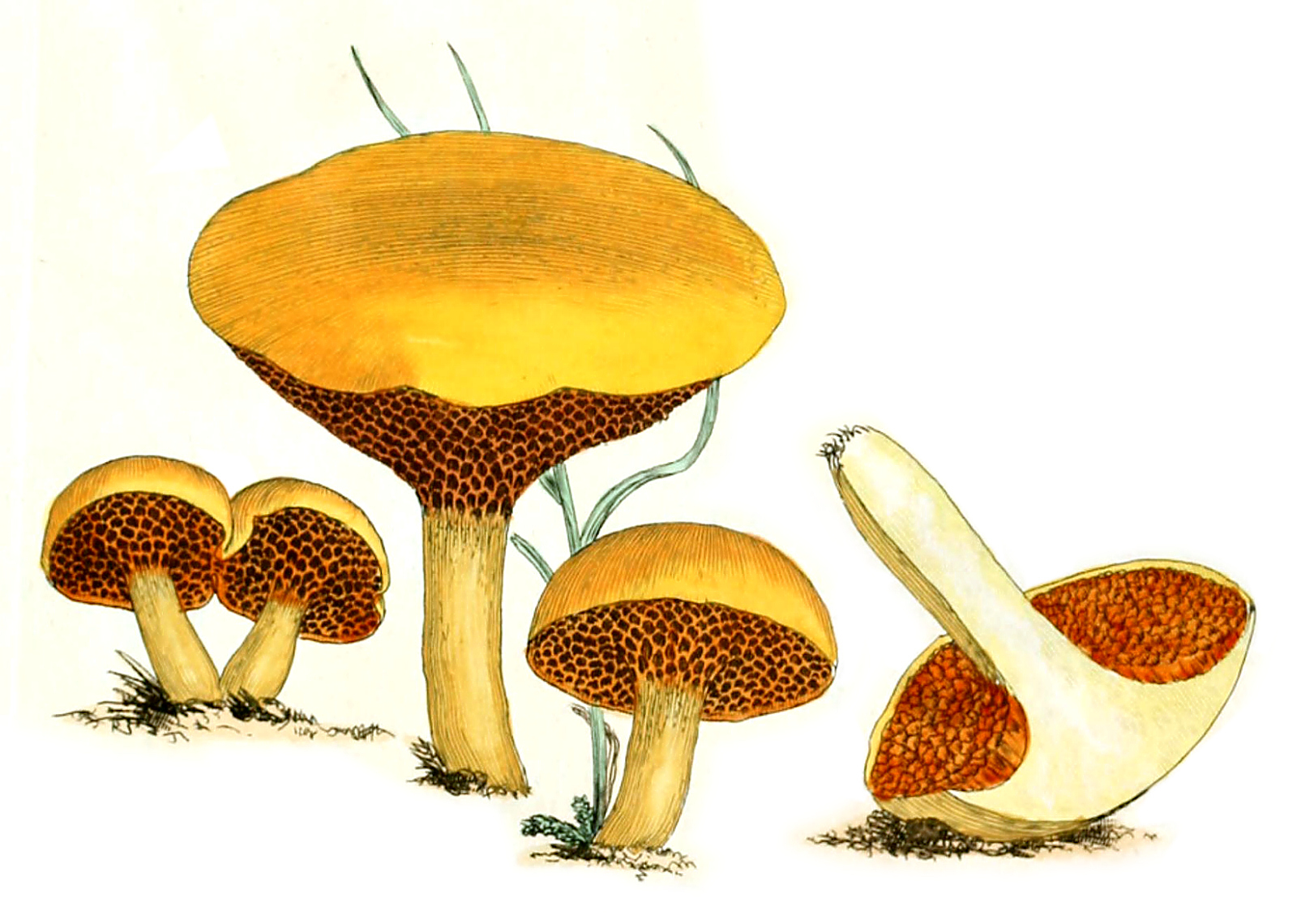
Illustration aus James Sowerbys „Coloured Figures of English Fungi or Mushrooms“

### Makroskopische Merkmale
Die glänzende und oft rissige Huthaut wird bei Regen leicht klebrig und schleimig. Der halbkugelige oder polsterförmige Hut misst 2–7, in Ausnahmefällen bis zu 13 cm. Er hat eine zimt- oder orange-braune Farbe. Die dunkel orange-braunen Röhren sind am Stiel angewachsen und laufen manchmal leicht daran herab. Die eckigen Röhrenmündungen bzw. Poren werden zum Hutrand kleiner und gedrängter; sie sind dunkler als der Hut. Das Sporenpulver ist gelblich-braun. Der Stiel des Pfeffer-Röhrlings ist 3–8 cm lang und bei größeren Einzelfruchtkörpern bis zu 12 mm (selten bis 20 mm) gleichmäßig zylindrisch dick, glatt, voll und nicht selten gekrümmt. Er hat die Farbe des Hutes, die Basis ist jedoch zitronengelb, das stark entwickelte Mycel ist gelb. Der Pilz hat dünnes, weiches Fleisch. Im Hut ist es weinrot, im Stiel hingegen zitronengelb. Es riecht angenehm, schmeckt aber sehr scharf und erinnert an Pfeffer. Auf Kaliumhydroxid reagieren die Poren und der Stiel mit einer tiefbraunen Färbung.

### Mikroskopische Merkmale
Die spindelförmigen Sporen sind 8–11 × 3–4 Mikrometer groß.

## Artabgrenzung
Der Pfeffer-Röhrling ist in erster Linie mit dem essbaren Kuh-Röhrling (Suillus bovinus) zu verwechseln; letzterer ist jedoch größer und gelber, zudem fehlt ihm der starke scharfe Geschmack. Der Rostrote Lärchen-Röhrling (Suillus tridentinus), der dem Pfeffer-Röhrling ebenfalls ähnelt, kommt ausschließlich unter Lärchen vor und hat einen beringten Stiel. Nah verwandt ist der Zwerg-Röhrling (Chalciporus amarellus). Er unterscheidet sich durch die noch kleineren Fruchtkörper, jung himbeerrote Röhren und Poren und den fast milden Geschmack.
Die 2020 beschriebene Art Chalciporus pseudopiperatus ist dem Pfeffer-Röhrling sehr ähnlich und von diesem sicher nur genetisch anhand der ITS-Sequenz zu unterscheiden. Makroskopisch unterscheidet sie sich anhand der jung mehr gelbockerfarben getönten Poren und dadurch, dass sie leicht blaut oder schmutzig bräunlich verfärbt, jedoch nicht immer.

## Ökologie, Phänologie und Verbreitung
Der Pfeffer-Röhrling erscheint von Juli bis Oktober im Nadelwald, seltener im Laubwald, gerne unter Fichten und Birken, bevorzugt auf sauren Böden. Die Art ist in Europa und Nordamerika verbreitet; sie wurde aber auch schon in Tasmanien gefunden, wo sie unter der Tasmanischen Scheinbuche (Nothofagus cunninghamii) wuchs. Auch in Australien und Südamerika kommt der Pfefferröhrling mittlerweile in Nadelholzplantagen vor. Die Art ist in der Regel mit dem Fliegenpilz (Amanita muscaria) vergesellschaftet, dessen Myzel sie möglicherweise parasitiert.

## Systematik
Innerhalb der Gattung Chalciporus sehen manche Forscher einige Arten lediglich als Unterarten des Pfeffer-Röhrlings. Dem wird allerdings entgegengehalten, dass die für den scharfen Geschmack verantwortlichen Substanzen nur bei C. piperatus gefunden wurden.
Für den Pfeffer-Röhrling wurde folgende Varietät beschrieben:
- Chalciporus piperatus var. hypochryseus (Šutara) Klofac & Krisai 2006

Phylogenetische Untersuchungen zeigten, dass es sich bei dem Pfefferröhrling um eine Sammelart handelt. Mit C. pseudopiperatus wurde 2020 eine Art dieses Artkomplexes beschrieben, weitere haben noch keinen Namen.

## Bedeutung
Der scharfe Geschmack des Pfeffer-Röhrlings verliert sich weitgehend beim Trocknen oder Garen der Fruchtkörper. Für die Schärfe sorgen die Alkaloide Chalciporon (C16H21NO), Chalciporonypropinat, Isochalciporon und Dehydrochalciporon, deren Bezeichnungen von dem Gattungsnamen Chalciporus abgeleitet wurden.